# Francesco Carlini (scrittore)
Francesco Carlini (Vallermosa, 1936) è uno scrittore e saggista italiano.

## Biografia
Francesco Carlini, detto Franco (e in sardo Franciscu), ha studiato a Cagliari e a Roma, dove, alla Sapienza, si è laureato in lettere con una tesi su Italo Svevo. A Roma è stato redattore di Radio Città Futura e vi ha diretto la rivista Sardigna emigrada.
Da decenni è attivo come pubblicista con scritti politici, di critica e di recensioni letterarie. Ha collaborato con il manifesto, Paragone, Umana, S'Ischiglia e molti fogli della galassia neosardista, da Su populu sardu a Natzione sarda a Sa Repubblica sarda.
Ha pubblicato diversi libri di poesia e romanzi in sardo e/o in italiano, di racconti, di storia letteraria e di narrazioni popolari sarde. Nel 1980 ha vinto il Premio Città di Ozieri per la poesia e nel 2002 il Premio Grazia Deledda per la letteratura in lingua sarda.

## Opere
- Biddaloca, Edes 1989
- Murupintu, Edes 1991
- A Mountain under a Bridge (scelta di poesie in traduzione inglese di Jack Hirschman), Marimbo 2001
- S'omini chi bendiat su tempus, Zonza 2001 (Premio Città di Selargius 2003)
- Basilisa, Condaghes 2001 (Premio Grazia Deledda per la letteratura in lingua sarda 2002)
- L'asino d'argento (con Efisio Cadoni), Quaderni del pavone 2002
- Sa luna inciusta / La luna bagnata, (con prefazione di Giulio Angioni e illustrazioni di Efisio Cadoni),Cagliari, Condaghes 2004
- Su conillu beffianu (con prefazione di Francesco Casula), Quartu Sant'Elena, Alfa Editrice 2004
- Marxani Ghiani e àteras àulas - La Volpe Ghiani e altre favole, Edes, Sassari 2005
- Lo zoo, Quaderni del pavone 2006
- Dialogo a una voce, Quaderni del pavone 2007
- Parole contate (Haiku), Quaderni del pavone 2010
- La poesia satirica in Sardegna (curatore e prefatore, con scritti di Giulio Angioni et Al.), Cagliari, Edizioni della Torre 2010
- Don Fresia, Edes 2012
- Sa terra promittia - La terra promessa, Edes, Sassari 2013
- Sa domu de s'Orcu, Cagliari, Edizioni della Torre 2013
- S'isuledda- L'isoletta, Sassari, Edes 2015
- Sa mamma de Pedru e àteras fàulas - La madre di Pietro e altre leggende (con prefazione di Francesco Casula), Sassari, Edes 2018.
- Il coccodrillo - Racconti, Sassari, Edes 2020.
- Su pisittu Efis  -  Il Gatto Efis, Cagliari, Edizioni Della Torre 2021.
- Su Pisittu Efis - Efis The Cat, Cagliari, Edizioni Della Torre 2021.
- Sa Generalissa, Contus de féminas e àterus puru - La Generalessa, Storie di donne e di altri ancora, Alfa Editrice, Quartu S. Elena 2022.